# 高石だんじり祭
高石だんじり祭（たかいしだんじりまつり）は、大阪府高石市で行われる祭。高石祭とも呼ばれる。

## 概要
高石連合のだんじり祭
高石市西部・東部（北東部以外）で行われるだんじり祭り。
毎年10月、第二土・日曜日に行われる。現在、15台のだんじりがあり3地区に分かれている。組織等は、岸和田とあまり変わらない。
以前は、上だんじりがほとんどであったが、近年、下だんじりに移行してきている。現在、15町のうち上だんじりを曳行しているのは綾井・新家の２町だけである。
富木だんじり祭
高石市北東部で行われるだんじり祭り。
毎年10月第一金・土・日曜日（年によっては第二金土日曜日になることもある）に行われ、旧取石村の富木駅東側の富木（とのぎ）地区の１台のみである。宮入は、等乃伎神社および大鳥美波比神社。一時高石市内の他の地区のだんじりが廃絶した沿革と、鳳経済圏に含まれることにより、北隣の鳳連合地区に加盟し鳳だんじり祭りに参加している。このため曳行路の大半は堺市内に設定され、地元の取石地区ではほとんど曳行されない。かつては上だんじりだったが、老朽化のため下だんじりに移行した。
その他の地区のだんじり祭
上記以外の高石市内各地区でも、本格的なだんじりではないが、花車を自主的に制作し自治会の子供たちに曳行させている地区がある。
たとえば市内東部、富木駅西側の富の里自治会（西取石1丁目）ではだんじりを模した本格的な花車を、毎年10月第二日曜日に曳行している。

### 高石
旧 大鳥郡高石南村、高石北村、新村に該当。宮入は高石神社。
- 小高石（一区）・高磯（二区）・南（三区。旧称：土居）・元町（四区。旧称：辻）・北新町（五区。旧称：北新田）
- 高師浜（六区）・髙石北村（七区）・匠（八区。旧称：大工村）
- 新村（九区）

### 取石
旧 大鳥郡土生村、新家村、綾井村、大園村に該当。宮入は等乃伎神社。
- 土生…取石5・6丁目。
- 新家…取石4丁目。
- 綾井
- 大園

### 羽衣
旧 大鳥郡今在家村に該当。宮入は大鳥羽衣濱神社。
- 羽衣（十一区〜十三区）・東羽衣（十三区）

### 富木
旧 大鳥郡富木村に該当。取石1・2・3丁目。宮入は、等乃伎神社および大鳥大社。１台のみ。

## 歴史
西部の高石連合のだんじり祭りは最近のものだと思われ勝ちだが、戦中にだんじりを手放しただけで戦前にはあり、約400年前から曳かれていると言われている。2011年（平成23年）に土生が高石連合に加盟し、市内ほぼ全地区のだんじりが参加する盛況な祭りになった。
東部の富木地区のだんじり祭りは幕末ころから行われ、廃止されることなく現代にいたっている。
なお、1983年（昭和58年）の秋に、市主催で高石まつり市役所前パレードが行われ、市内各地区でパレード参加を目指した花車の制作やだんじりの購入が活発化した。この前年、市内には東部の富木地区のだんじり1台のみで他は廃絶していたが、この年を境に復活した。この高石まつりは約10年間続き、その後、現在の盛況な高石連合の祭りへ発展した。

平成29年試験曳きにはイッテQ等でお馴染みの『祭り男、宮川大輔』が高石北村にて参加。当日、多くの観客で賑わった。

※2020年6月、新型コロナウイルス拡大防止により祭礼中止を泉州地域で先陣を切り決定、発表した。この時、岸和田市では中止が決まっておらず、その中で初の発表だった事から、『賢明な判断』などと、称賛の声が様々な地域からあげられた。

## パレード
西部の高石連合。
高石駅付近の歯科医院（なないろの森クリニック）前で各町がやり回しをみせる。
近年では高石地区は特に、流行や仮装に力が入っておりパレードでは賑わいを見せている。
取石４町（綾井・大園・新家・土生）は、南海中央線で本宮の夜にフィナーレを行う。
東部の富木地区。
土曜日は、鳳駅前・アリオ鳳付近で、日曜日は、堺市西区役所・鳳ウイングス付近で、それぞれ鳳連合のパレードに参加する。高石市内でのパレードは、行われない。
その他、市内各地の花車パレード。
日曜日のお昼前後を中心に、地区内の主要道路を、元気な掛け声とともにパレードを行っている。

## 掛け声
富木地区では上だんじり時代に「デンデコデーゴーデン、サーゴーデン、そーらヨーイヨイ」という掛け声が、伝統的に行われていた。これは、同じく上だんじりをひいていた堺の山手地区にも共通する掛け声であった。やり回しを行わない曳行だったので、使用場面は平時の徒歩速度から勢いよく走る速度に移行するときの区切りの意味が主であった。
しかし、岸和田型の下だんじりを導入した高石連合はもちろん、下だんじりに変更した富木地区でも掛け声は、岸和田と同じ「ソーリャ、ソーリャ」になった。使用場面も、岸和田だんじり祭と同様にやり回しの際に２ビートの調子で用いられているが、直進しているときも平時の掛け声である「エンヤー、コーリャ」の代わりの意味で用いられている。
ちなみに、花車を曳行する地区の中には、掛け声を「エンヤー、コーリャ」にしているところがある。